# Hysteron proteron
Lo hysteron proteron (ὕστερον πρότερον, locuzione greca, composta da ὕστερον, hýsteron «successivo», e da πρότερον, próteron, «precedente») è una figura retorica che consiste nell'enunciazione di una successione di eventi nell'ordine cronologico inverso, per dare risalto all'informazione più importante o per conseguire un particolare effetto espressivo.
Un esempio classico di hysteron proteron si trova nell'Eneide:
(II, 353)
Moriamur dovrebbe essere logicamente posposto a ruamus, in quanto è impossibile correre in battaglia dopo essere morti. L'effetto di questo uso apparentemente illogico della frase è quello di anticipare una conseguenza dell'azione descritta in seguito, accentuandone l'enfasi.
Altri esempi:
Forse in tanto in quanto un quadrel posa
e vola e da la noce si dischiava,
giunto mi vidi ove mirabil cosa
mi torse il viso a sé
(Dante, Divina Commedia, Pd. II, 23-26)
Tu non avresti in tanto tratto e messo
nel foco il dito
(Dante, Divina Commedia, Pd. XXII, 109-110)
onde, mentre il bel lino "orna e trapunge",
di mille punte il cor mi passa e punge.
(Giambattista Marino, "Donna che cuce" da "La Lira III ")
Onora
la nettarea bevanda ove abbronzato
fuma, ed arde il legume a te d'Aleppo
giunto
(Giuseppe Parini, Il Mattino da Il Giorno)